# Aeroportul Juazeiro do Norte
Aeroportul Juazeiro do Norte (IATA: JDO, ICAO: SBJU) este un aeroport din Juazeiro do Norte, Ceará, Brazilia ce deservește zona Juazeiro do Norte. Aeroportul a fost tranzitat în 2022 de 496.216 pasageri. A fost numit după zona deservită.
Situat la o altitudine de 409 m, aeroportul dispune de 1 pistă. Este operat de Infraero⁠(d).

## Infrastructură

### Piste
Aeroportul dispune de o singură pistă. Pista 13/31 are suprafața de asfalt și dimensiunile 1.800 m × 45 m. 